# Anson Mount

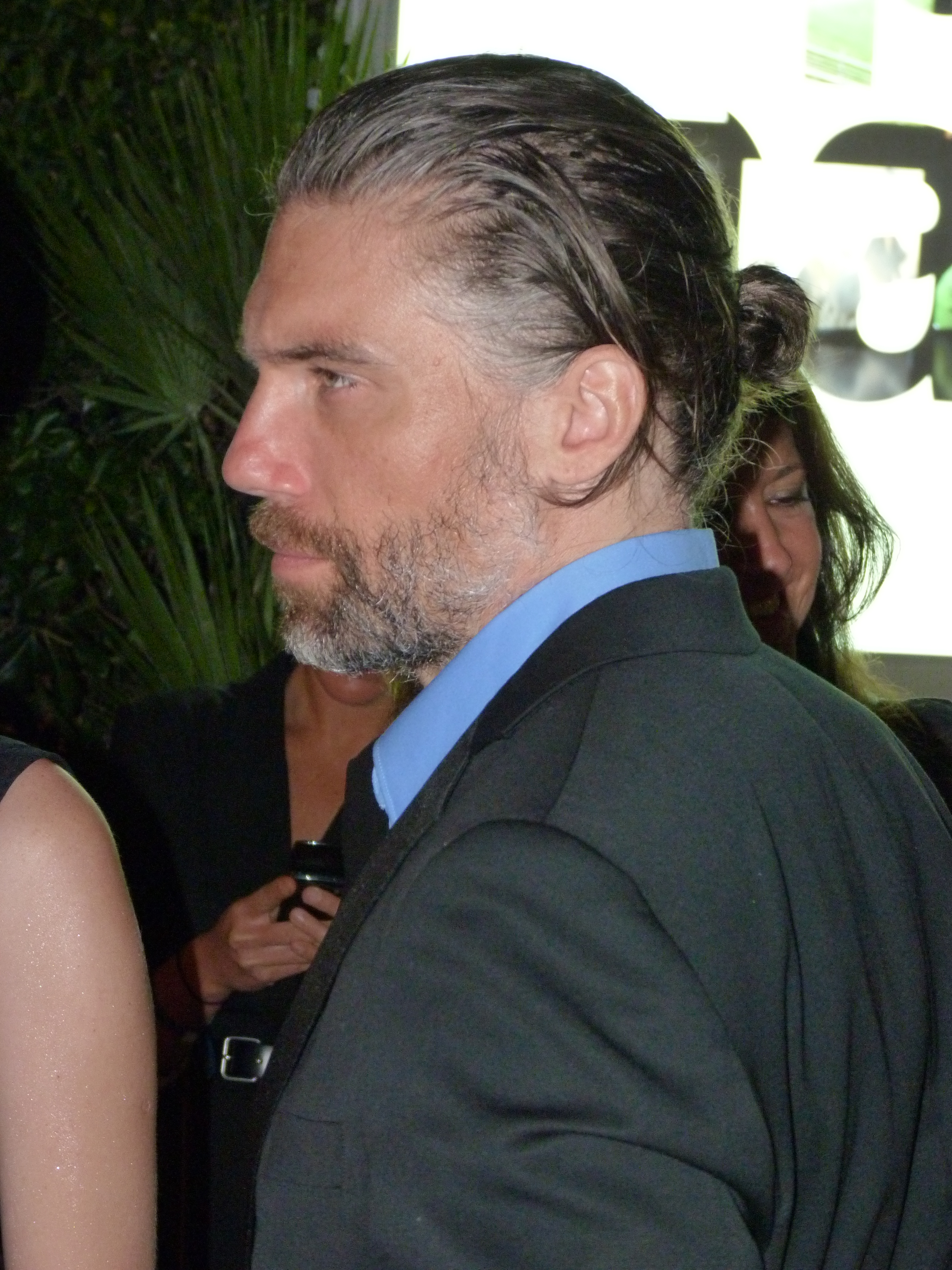
Anson Mount in 2011

Anson Adams Mount IV (White Bluff, 25 februari 1973) is een Amerikaans acteur en filmproducent. 

## Biografie
Mount heeft de high school doorlopen aan de Dickson County High School in Dickson (Tennessee) en haalde in 1991 zijn diploma. Hierna heeft hij gestudeerd aan The University of the South in Sewanee (1995) en aan de Columbia-universiteit in New York (1998).

## Filmografie

### Films
Uitgezonderd korte films.
- 2022 MK Ultra - als Ford Strauss
- 2022 Doctor Strange in the Multiverse of Madness - als Blackagar "Black Bolt" Boltagon
- 2021 Injustice - als Batman (stem)
- 2021 The Virtuoso - als The Virtuoso
- 2017 Inhumans - The First Chapter - als Black Bolt
- 2015 Mr. Right - als Richard Cartigan
- 2015 Visions - als David Maddox
- 2014 The Forger - als Tommy Keegan
- 2014 Supremacy – als Sobecki
- 2014 Non-Stop – als Jack Hammond
- 2012 Seal Team Six: The Raid on Osama Bin Laden – als Cherry
- 2012 Safe – als Alex Rosen
- 2011 Straw Dogs – als coach Mikens
- 2011 Hick – als Nick
- 2010 Last Night – als Neal
- 2010 Burning Palms – als Tom
- 2009 Cook County – als Bump
- 2008 The Two Mr. Kissels – als Robert Kissel
- 2007 Walk the Talk – als Larry
- 2007 The Warrior Class – als Alec Brno
- 2007 The Cure – als Darren Elliot
- 2006 All the Boys Love Mandy Lane – als Garth
- 2006 Hood of Horror – als Tex jr.
- 2005 In Her Shoes – als Todd
- 2003 The Battle of Shaker Heights – als Weber
- 2002 City by the Sea – als Dave Simon
- 2002 Poolhall Junkies – als Chris
- 2002 Crossroads – als Ben
- 2000 Urban Legends: Final Cut – als Toby
- 2000 Tully – als Tully Coates jr.
- 2000 Boiler Room – als handelaar

### Televisieseries
Uitgezonderd eenmalige gastrollen.
- 2022 - 2023 Star Trek: Strange New Worlds - als kapitein Christopher Pike - 20 afl.
- 2021 - 2022 Dota: Dragon's Blood - als Kaden / Kaiden (stemmen) - 12 afl.
- 2019 Star Trek: Short Treks - als kapitein Christopher Pike - 3 afl.
- 2019 Star Trek: Discovery als kapitein Christopher Pike - 14 afl.
- 2017 Inhumans - als Black Bolt - 8 afl.
- 2011 – 2016 Hell on Wheels – als Cullen Bohannan – 55 afl.
- 2006 Conviction – als Jim Steele – 13 afl.
- 2004 – 2005 The Mountain – als Will Carver – 13 afl.
- 2003 – 2004 Line of Fire – als Roy Ravelle – 13 afl.
- 2000 – 2001 Third Watch – als dr. Montville – 5 afl.

### Computerspellen
- 2014 PsychoBreak - als Sebastian Castellanos

### Filmproducent
- 2022 What the Sparrow Said - korte film
- 2021 The Virtuoso - film
- 2014 - 2016 Hell on Wheels - televisieserie 27 afl.
- 2013 Last Time We Checked - korte film
- 2009 Cook Count - film
- 2009 In Stereo - korte film